# Монпельє (Айдахо)
Монпельє (англ. Montpelier) — місто в окрузі Бер-Лейк, штат Айдахо, США. Згідно з переписом 2010 року населення становило 2597 осіб, що на 188 осіб менше, ніж 2000 року. Це найчисельніша громада в долині Бер-Лейк, сільськогосподарському регіоні на північ від озера Бер, на південному сході Айдахо, неподалік від кордону зі штатом Юта на півдні та зі штатом Вайомінг на сході. Місто заснували 1863 року мормонські піонери на Орегонському шляху.

## Географія
Монпельє розташований за координатами 42°19′34″ пн. ш. 111°17′56″ зх. д. / 42.32611° пн. ш. 111.29889° зх. д. (42.326020, -111.298756).  За даними Бюро перепису населення США в 2010 році місто мало площу 6,03 км², уся площа — суходіл.

## Демографія

### Перепис 2010 року
Згідно з переписом 2010 року, у місті проживало 2 597 осіб у 1 006 домогосподарствах у складі 680 родин. Густота населення становила 430,3 особи/км². Було 1 234 помешкання, середня густота яких становила 204,5/км². Расовий склад міста: 96,2 % білих, 0,4 % індіанців, 0,2 % азіатів, 2,0 % інших рас, а також 1,2 % людей, які зараховують себе до двох або більше рас. Іспанці та латиноамериканці незалежно від раси становили 4,9 % населення.
Із 1 006 домогосподарств 35,0 % мали дітей віком до 18 років, які жили з батьками; 55,6 % були подружжями, які жили разом; 8,1 % мали господиню без чоловіка; 4,0 % мали господаря без дружини і 32,4 % не були родинами. 28,5 % домогосподарств складалися з однієї особи, у тому числі 13,1 % віком 65 і більше років. У середньому на домогосподарство припадало 2,55 мешканця, а середній розмір родини становив 3,17 особи.
Середній вік жителів міста становив 36,4 року. Із них 29,1 % були віком до 18 років; 6,5 % — від 18 до 24; 23,4 % від 25 до 44; 23,9 % від 45 до 64 і 17,1 % — 65 років або старші. Статевий склад населення: 48,2 % — чоловіки і 51,8 % — жінки.
Середній дохід на одне домашнє господарство  становив 47 873 долари США (медіана — 37 316), а середній дохід на одну сім'ю — 56 203 долари (медіана — 49 271). Медіана доходів становила 41 344 долари для чоловіків та 28 750 доларів для жінок. За межею бідності перебувало 23,1 % осіб, у тому числі 37,5 % дітей у віці до 18 років та 11,7 % осіб у віці 65 років та старших.
Цивільне працевлаштоване населення становило 1108 осіб. Основні галузі зайнятості: роздрібна торгівля — 17,0 %, сільське господарство, лісництво, риболовля — 15,6 %, освіта, охорона здоров'я та соціальна допомога — 13,6 %, мистецтво, розваги та відпочинок — 13,4 %.

### Перепис 2000 року
Згідно з переписом 2000 року, у місті проживало 2 785 осіб у 1 012 домогосподарствах у складі 715 родин. Густота населення становила 584,4 особи/км². There were 1 171 помешкання, середня густота яких становила 245,7/км². Статевий склад міста: 96,70 % білих, 0,61 % індіанців, 0,04 % тихоокеанських остров'ян, 1,97 % інших рас і 0,68 % людей, які зараховують себе до двох або більше рас. Іспанці та латиноамериканці незалежно від раси становили 3,81 % населення.
Із 1 012 домогосподарств 38,4 % мали дітей віком до 18 років, які жили з батьками; 58,7 % були подружжями, які жили разом; 8,8 % мали господиню без чоловіка, і 29,3 % не були родинами. 26,6 % домогосподарств складалися з однієї особи, у тому числі 13,9 % віком 65 і більше років. У середньому на домогосподарство припадало 2,70 мешканця, а середній розмір родини становив 3,31 особи.
Віковий склад населення: 32,3 % віком до 18 років, 8,3 % від 18 до 24, 23,6 % від 25 до 44, 19,4 % від 45 до 64 і 16,6 % від 65 років і старші. Середній вік жителів — 34 роки. Статевий склад населення: 52,4 % — чоловіки і 47,6 % — жінки.
Середній дохід домогосподарств у місті становив US$29 693, родин — $33 639. Середній дохід чоловіків становив $32 218 проти $15 227 у жінок. Дохід на душу населення в місті був $12 364. Приблизно 9,2 % родин і 12,9 % населення загалом перебували за межею бідності, включаючи 17,6 % віком до 18 років і 9,2 % від 65 і старших.